# Acanthobrama centisquama
Acanthobrama centisquama is een  straalvinnige vissensoort uit de familie van karpers (Cyprinidae). De wetenschappelijke naam van de soort is voor het eerst geldig gepubliceerd in 1843 door Johann Jakob Heckel.
A. centisquama werd in 1836 verzameld bij Damascus (Syrië) tijdens een wetenschappelijke reis van de geoloog Joseph Russegger.
De soort staat op de Rode Lijst van de IUCN als Bedreigd, beoordelingsjaar 2006, de omvang van de populatie is volgens de IUCN dalend.